# Platja de ses Torretes
La platja de ses Torretes, anomenada popularment Cala Gogó, nom del càmping que la rodeja, és una platja del municipi de Calonge i Sant Antoni (Baix Empordà), situada en un tram de roquissar amb moltes cales petites, entre les poblacions de Platja d'Aro i Sant Antoni de Calonge. És la continuació de la platja de Can Cristus, de la que està separada per unes roques que arriben fins al mar. Orientada a l'est-sud-est, té una longitud de 167 m i una amplada mitjana de 25 m, formada per sorra mitjana i gruixuda. S'hi accedeix pel camí de ronda, que passa pel darrere de la platja.
Comparteix serveis amb la veïna Can Cristus, a només uns metres. Disposa de vàters, dutxes, punt de socorrisme, primers auxilis, lloguer de para-sols i gandules, lloguer de patins de pedals, un parell de guinguetes i rampes d'accés per a persones amb mobilitat reduïda.
La platja és d'origen fluvial, per la sorra arrossegada per la desembocadura del torrent del Puget de la Cadira.
L'Agència Catalana de l'Aigua efectua un control setmanal de la qualitat de l'aigua, durant la temporada de bany, amb el resultat d'excel·lent. La platja ha estat distingida amb el distintiu de Bandera Blava, que reconeix internacionalment la qualitat de l'aigua i serveis.